# شتوتگارت-فویرباخ
شتوتگارت-فویرباخ (به آلمانی: Feuerbach) یک منطقهٔ مسکونی در آلمان است که در اشتوتگارت واقع شده‌است. شتوتگارت-فویرباخ ۲۸٬۰۴۶ نفر جمعیت دارد.